# Thomas Maclear
Thomas Maclear (Newtownstewart, 17 marzo 1794 – Città del Capo, 14 luglio 1879) è stato un astronomo britannico noto per la misura dell'arco di meridiano a nord di Città del Capo e per le sue osservazioni astronomiche nell'emisfero meridionale.

## Biografia
Era il figlio più grande del Rev. James Maclear e di Mary Magrath. Dopo aver studiato medicina in Inghilterra lavorò come chirurgo a Bedford, dove studiò anche matematica ed astronomia, e a Biggleswade nel Bedfordshire. Appassionato di astronomia sin dal 1820 ebbe continui rapporti con la Royal Astronomical Society della quale divenne membro. Nel 1833 resasi vacante la relativa posizione fu nominato “Astronomo di Sua Maestà” presso l’Osservatorio Reale del Capo di Buona Speranza in Sudafrica dove arrivò nel gennaio del 1834 con la moglie, Mary Pearse, e cinque figli dieci giorni prima dell'arrivo di John Herschel, di cui era amico e  con cui collaborò fino al 1838 presso l'Osservatorio catalogando le stelle dell’emisfero meridionale. Sino al 1847 fu anche impegnato in attività geodetiche di rimisurazione dell'arco di meridiano già misurato da  Nicolas Louis de Lacaille a nord di Città del Capo nel 1750  ed i cui risultati furono pubblicati in due volumi a cura di George Airy nel 1866 dimostrando l'errore di Lacaille e la sfericità della Terra. Fu molto interessato all'esplorazione del continente africano e fu amico di David Livingstone al quale insegnò l'uso del sestante. Compì numerose altre osservazioni in campo astronomico così come in campo meteorologico.

## Riconoscimenti
Fu insignito del premio Lalande nel 1867 e della Medaglia Royal  della Royal Society.
Fu membro della Royal Astronomical Society dal 1828, della Royal Society dal 1831 e fu eletto nel 1863 membro corrispondente dell'Institut de France. Fu inoltre associato all'Accademia delle scienze di Palermo.
A Thomas Maclear la UAI ha intitolato il cratere lunare Maclear  e la rima lunare Rimae Maclear